# Akunnaaq
Akunnaaq, Akúnâq – osada w zachodniej Grenlandii, w gminie Qaasuitsup położona na wyspie o tej samej nazwie.

## Populacja
W 1990 roku w Akunnaaq mieszkało 165 osób. Od tamtego czasu liczba ta systematycznie spada. Według danych oficjalnych liczba mieszkańców w 2011 roku wynosiła 98 osób